# Phyllanthus virgatus
Phyllanthus virgatus là một loài thực vật có hoa trong họ Diệp hạ châu. Loài này được G.Forst. miêu tả khoa học đầu tiên năm 1786.

## Hình ảnh

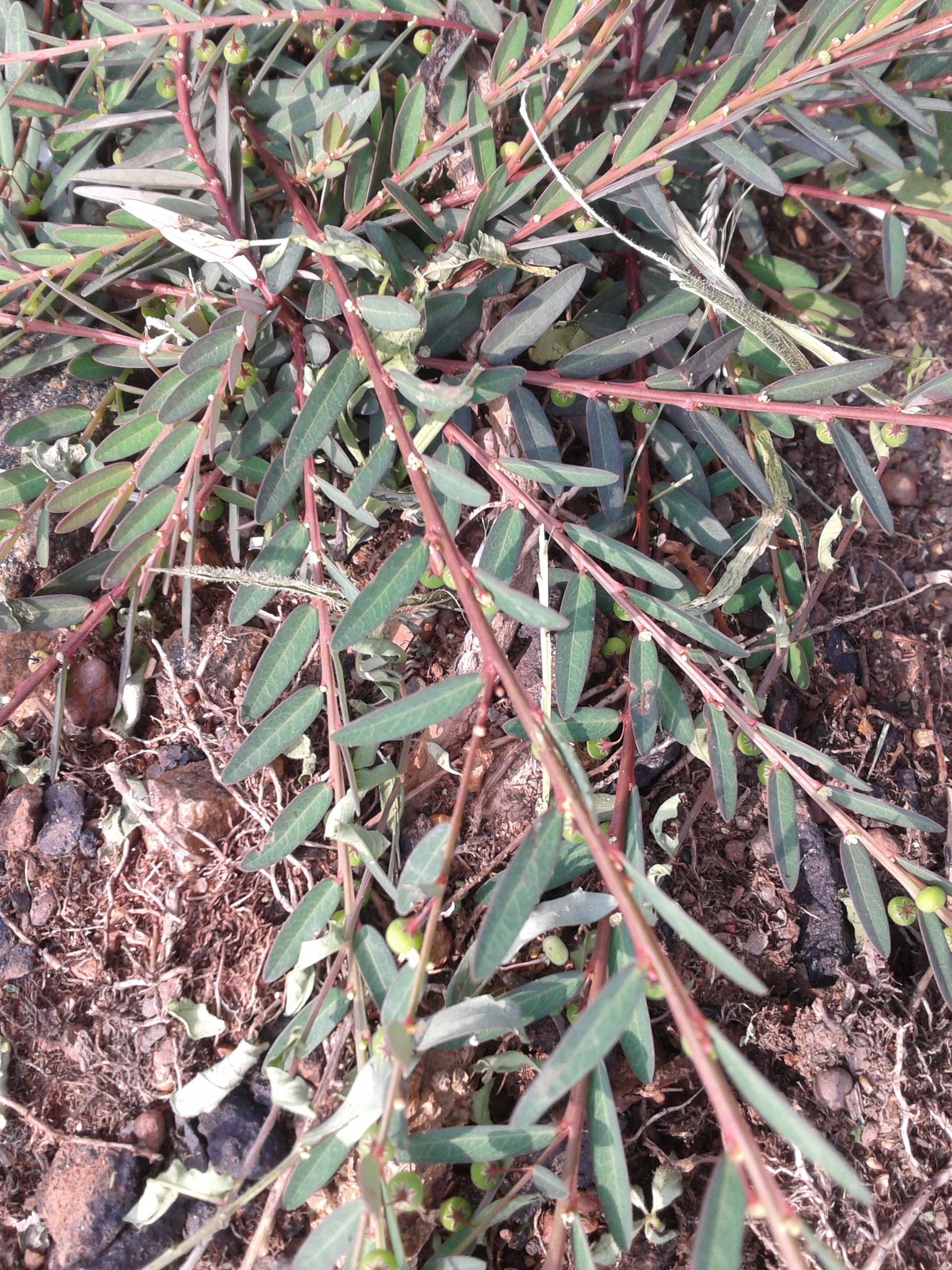
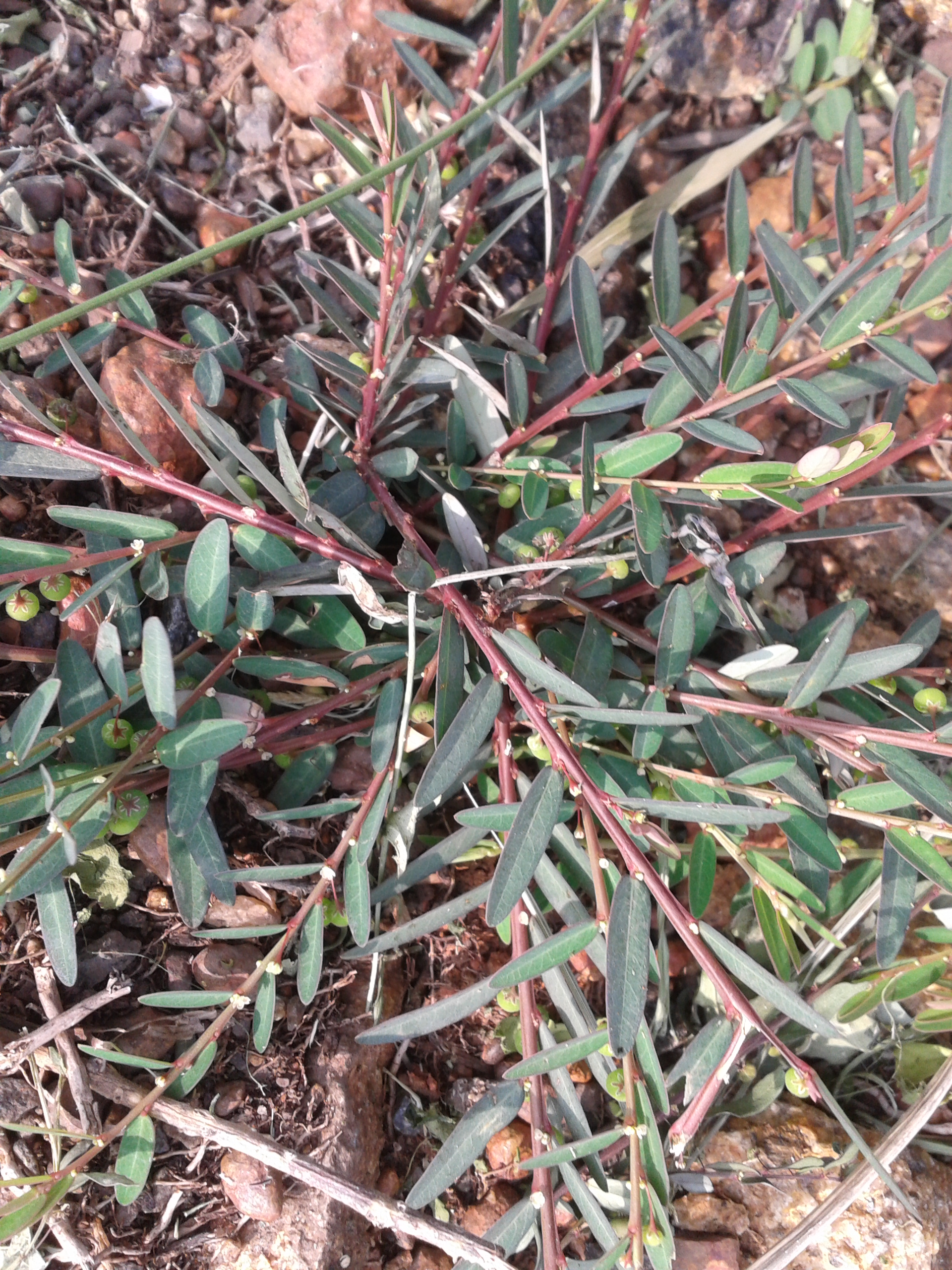
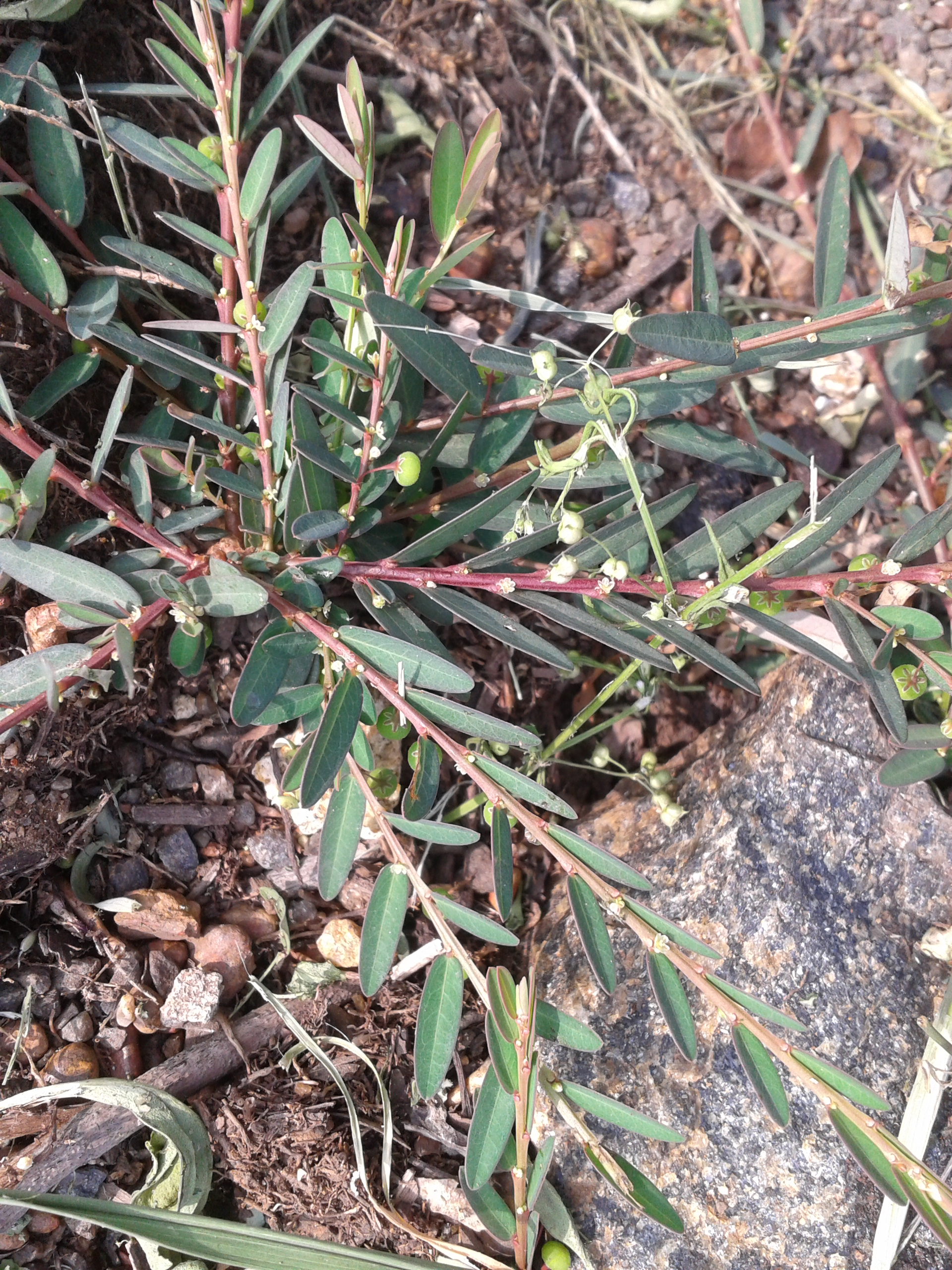
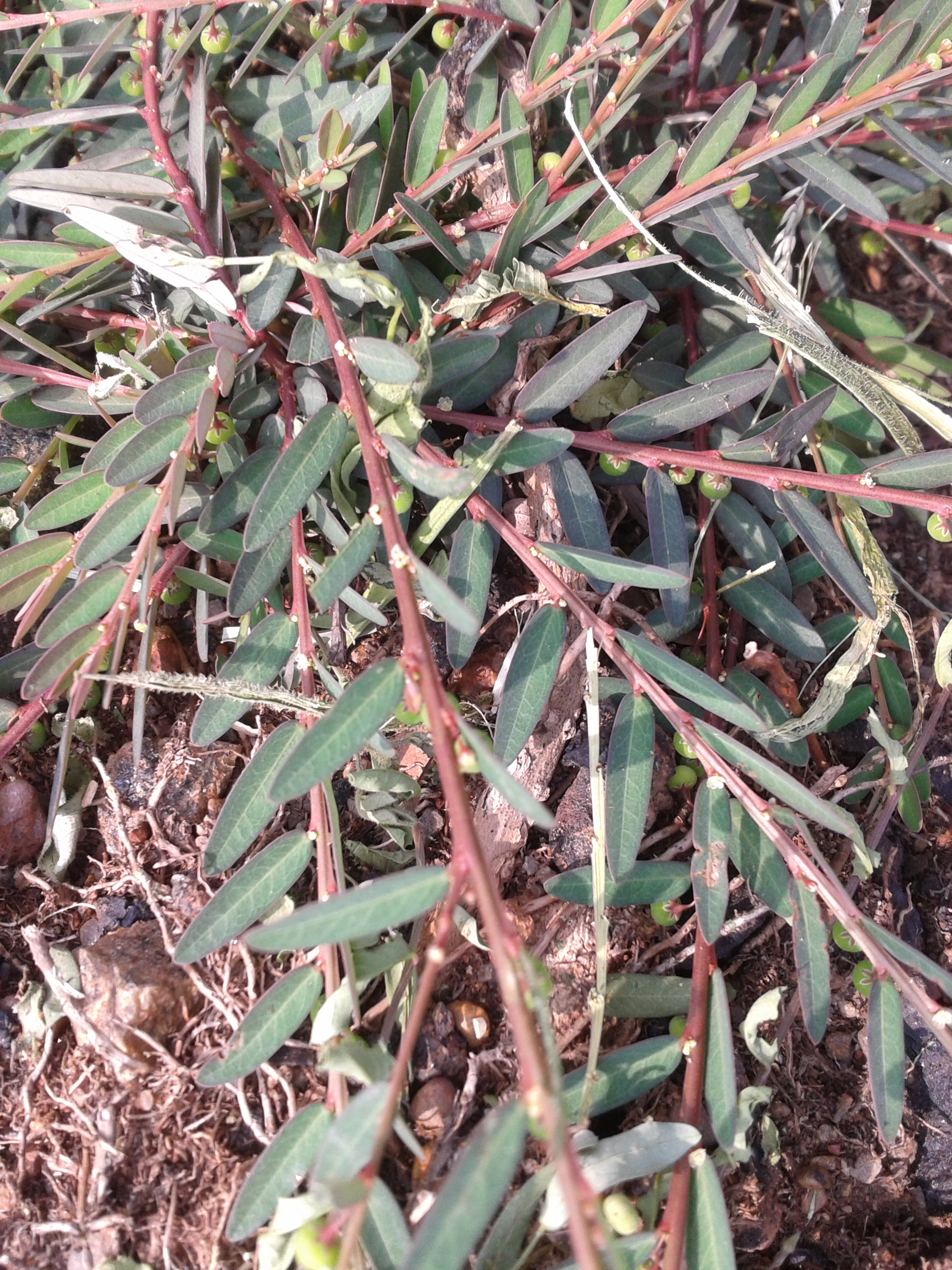